# Чемпіонат світу з трекових велоперегонів 2017 — гіт на 500 м (жінки)
Змагання з гіту на 500 м серед жінок на Чемпіонаті світу з трекових велоперегонів 2017 відбулись 15 квітня.

## Результати

### Кваліфікація
Спортсменки, які показали перші вісім результатів, вийшли у фінал.
| Місце | Ім'я               | Країна          | Час    | Відставання | Примітки |
| ----- | ------------------ | --------------- | ------ | ----------- | -------- |
| 1     | Анастасія Войнова  | Росія           | 33.325 |             | Q        |
| 2     | Дарія Шмельова     | Росія           | 33.419 | +0.094      | Q        |
| 3     | Міріам Вельте      | Німеччина       | 33.450 | +0.125      | Q        |
| 4     | Лі Хвейші          | Гонконг         | 33.647 | +0.322      | Q        |
| 5     | Пауліне Грабош     | Німеччина       | 33.732 | +0.407      | Q        |
| 6     | Марта Байона       | Колумбія        | 34.153 | +0.828      | Q        |
| 7     | Таня Кальво        | Іспанія         | 34.209 | +0.884      | Q        |
| 8     | Лауріне ван Ріссен | Нідерланди      | 34.276 | +0.951      | Q        |
| 9     | Кіра Ламберінк     | Нідерланди      | 34.329 | +1.004      |          |
| 10    | Джессіка Салазар   | Мексика         | 34.331 | +1.006      |          |
| 11    | Олена Старікова    | Україна         | 34.337 | +1.012      |          |
| 12    | Наташа Хансен      | Нова Зеландія   | 34.375 | +1.050      |          |
| 13    | Кеті Марчант       | Велика Британія | 34.659 | +1.334      |          |
| 14    | Хелена Касас       | Іспанія         | 34.693 | +1.368      |          |
| 15    | Хуліана Гавірія    | Колумбія        | 34.774 | +1.449      |          |
| 16    | Міріам Вече        | Італія          | 34.822 | +1.497      |          |
| 17    | Мігле Марозайте    | Литва           | 34.859 | +1.534      |          |
| 18    | Юлі Вердуго        | Мексика         | 34.975 | +1.650      |          |
| 19    | Тетяна Кисельова   | Росія           | 35.638 | +2.313      |          |
| 20    | Дебора Геролд      | Індія           | 35.841 | +2.516      |          |
| 21    | Ма Він Ю           | Гонконг         | 37.128 | +3.803      |          |

### Фінал
Фінал відбувся о 19:03.
| Місце | Ім'я               | Країна     | Час    | Відставання |
| ----- | ------------------ | ---------- | ------ | ----------- |
| 1     | Дарія Шмельова     | Росія      | 33.282 |             |
| 2     | Міріам Вельте      | Німеччина  | 33.382 | +0.100      |
| 3     | Анастасія Войнова  | Росія      | 33.454 | +0.172      |
| 4     | Лі Хвейші          | Гонконг    | 33.723 | +0.441      |
| 5     | Пауліне Грабош     | Німеччина  | 33.855 | +0.573      |
| 6     | Марта Байона       | Колумбія   | 34.291 | +1.009      |
| 7     | Таня Кальво        | Іспанія    | 34.489 | +1.207      |
| 8     | Лауріне ван Ріссен | Нідерланди | 34.526 | +1.244      |